# Lokalt veto
Lokalt veto är överlåtandet av vissa beslut oftast till kommuner och län istället för att den högsta beslutande församlingen i ett land bestämmer. Ett lokalt veto genomförs oftast genom folklig opinion i de regionala distrikten hörs. Det är ofta kontroversiella ämnen som går till lokalt veto såsom rusdrycksförbud, legalisering av cannabis, och användningen av munskydd.

## Rusdrycksförbud
I Sverige var det lokala vetot ett förslag under det tidiga 1900-talet om hur alkoholproblemet skulle lösas.
I praktiken betydde det lokala vetot att kommunerna själva skulle få bestämma genom folkomröstningar få bestämma om försäljning och tillverkning av alkohol.
Det lokala vetot ansågs även vara ett sätt att uppnå allmän och lika kommunalrösträtt.
I mitten av 1800-talet så var det lokala vetot en taktik i USA  som användes av nykterhetsrörelsen för att införa ett rusdrycksförbud. Nykterhetsorganisationer krävde att städer och kommuner skulle låta allmänheten bestämma om försäljningslicenser skulle tillåtas i deras region.

## Munskydd
En konsekvens av Coronaviruspandemin 2019–2021 så överlät vissa delstater i USA såsom Georgia beslutet om munskyddstvång skulle existera till ett lokalt veto.